# 기록매체
기록매체(記錄媒體)는 정보나 자료를 적어넣는 저장소로서의 수록매체(收錄媒體)와 그것에 저장하도록 써넣는 도구로서의 기술매체(記述媒體)를 아우르는 말이다. 좁은 의미에서 기록매체는 저장장치인 수록매체만을 뜻한다. 수록매체에는 선사시대의 돌벽이나 돌판, 초기 문자시대의 점토판 등을 비롯하여 DNA 및 RNA 그리고 필기장, 녹음 음반, 자기 테이프 및 광 디스크 등이 있다. 기술매체는 선사시대의 돌이나 정을 비롯하여, 펜이나 연필, 붓 등도 있고, 오늘날에는 녹음기나 비디오 카메라, 사진기 등이 있다.

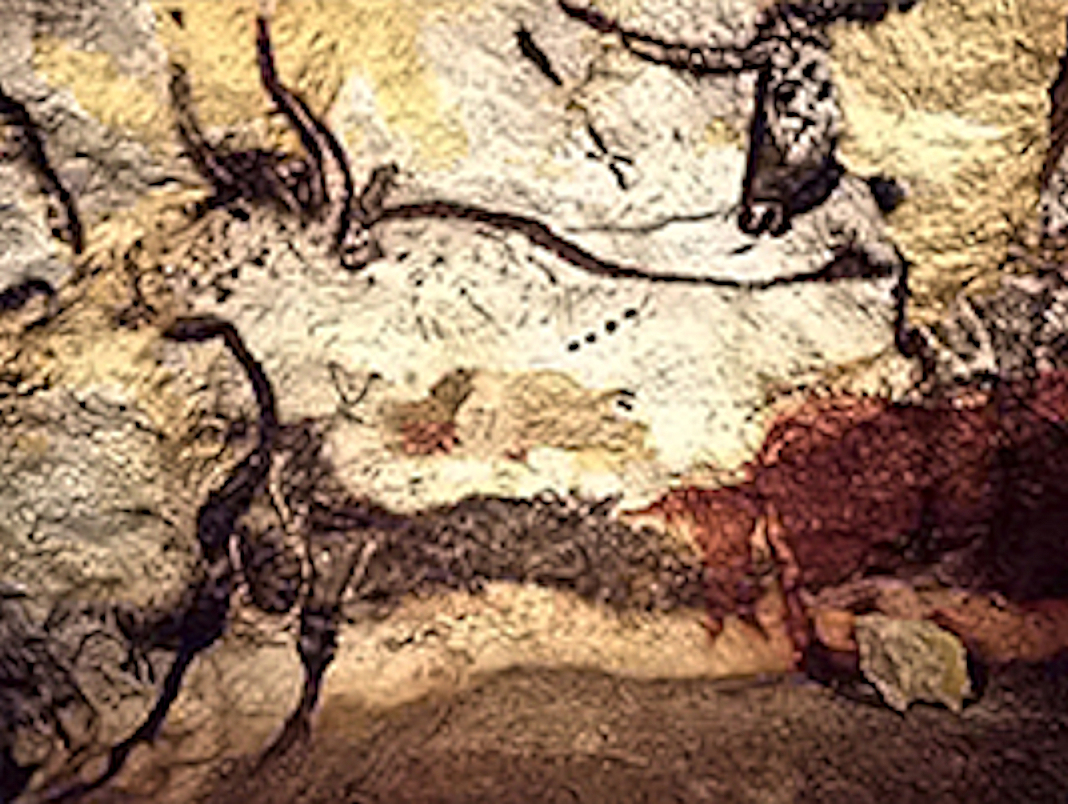
프랑스 라스코 동굴 벽화 위 오록스.

언어와 문자의 발명으로 기록물이 생산되었는데, 기록물은 역사적 가치 혹은 장기 보존의 가치를 가진 기록이나 문서의 수집품을 뜻한다고 볼 수도 있고, 기록매체를 뜻한다고 볼 수도 있다. 기록물은 수록매체와 필기매체로 구성되어 있으며, 이를 바탕으로 작성자는 생각 등을 그림이나 문자 또는 기호로 전달하게 된다. 따라서 기록매체들은 시대와 과학의 변화에 따라 장기간 지식을 전달하고 축적하기 편리하도록 발전하였다.
기록매체 가운데 수록매체(收錄媒體)는 기록할 대상을 뜻하며, 기술매체(記述媒體) 또는 필기매체(筆記媒體)는 기록할 도구를 뜻한다. 인류 역사 초기에는 뼈나 돌, 가죽, 동판, 파피루스, 종이 및 전자매체로 수록매체가 변화함에 따라 필기매체도 돌칼 등에서 붓과 먹, 연필, 잉크, 볼펜 및 인쇄, 전자매체용 입력도구로 점점 고집적, 대량생산, 원활한 교환이 가능하도록 바뀌어 왔다.

## 선사시대
선사시대에 문자가 발명되기 이전에, 최초의 기록매체는 인간이다. 그 인간이 내는 소리와 몸짓으로 의사를 소통하였고, 점차 음성은 언어로 발전하였다. 인간이 언어의 소통과 사용을 통해 더 많은 정보를 서로 교환할 수 있어 자연환경에 적응하고 생활을 발전시켰다.
선사시대에 주요한 기록매체는 최초의 기록매체였던 인간의 말이었다. 말은 기록매체로서 음성이 전달되는 범위 내에서 그리고 음성이 울리는 그 시간 안에서 소통이 가능해서 다수의 사람에게 동시에 전파하기가 어려우며, 불완전한 인간의 기억력 범위 내에서만 유지될 뿐이다. 따라서 사회가 점차 발달하고 복잡해지면서 서로 간에 전달하거나 소통시켜야 할 의견의 양이 많아지자 전달성과 보존성이 문제시되었다.
선사시대에는 의사 전달, 문화와 지식의 축적, 생각의 수록 등을 위하여 뼈나 거북등갑, 돌벽, 바위 등에 새기거나 나무껍질이나 살아있는 나무에 표시를 남겼다. 또한 연기 신호(봉수)나 땅바닥이나 눈밭·모래밭 등에 그림을 그리기도 하였으나, 인간의 말처럼 시간과 공간에 제약이 있었다.
기호와 문자의 사이에 위치한 여러 방법이 고안되었는데, 그 가운데 하나가 매듭문자이다. 이것은 아직 온전한 문자는 아니며, 끈에 매듭을 만들어 서로 의사를 표시하던 방법이다. 고대 중국, 페르시아, 잉카제국 등에서 사용되었다.
나무나 돌 등에 그림이 그리는 그림문자는 매듭문자보다 좀 더 편리하고 합리적인 기록매체였고, 직접적·구체적이고 다양했으며, 기록성이 더 뛰어났다. 기원전 5만년경에 최초로 생겨난 돌이나 뼈에 새긴 그림은 기원전 1만년경에 그림문자로 발전한다. 처음에는 말로 전해지던 신화와 주변 사물을 사실적인 그림으로 표현하였고, 후대로 가면서 간략하고 상징적인 그림으로 바뀌었으며, 생각과 감정 및 기호를 사용하게 되었다. 기원전 5천년경 동굴에서 살던 사람들은 동굴 벽면 등에 원과 선을 새기거나 그림을 그려 기록으로 남겼다. 이렇게 그림문자는 오늘날 암각화(岩刻畵)의 형태로 세계 여러 곳에 존재하고 있다.
한편 기억과 의사소통을 위해 뼈나 매듭문자뿐만 아니라 막대, 조가비띠 등도 쓰였고, 이 시기는 문자라 할 수 없는 것이 문자처럼 쓰인 시기이며, 기억보조시대(memory stage)라고도 부른다. 이 시대를 거쳐 마침내 그림문자의 의미를 더욱 구체화하고 보편성을 갖게 하려고 고대 사람들은 상형문자(象形文字)를 고안하였다.

## 역사시대

### 전통적 수록매체

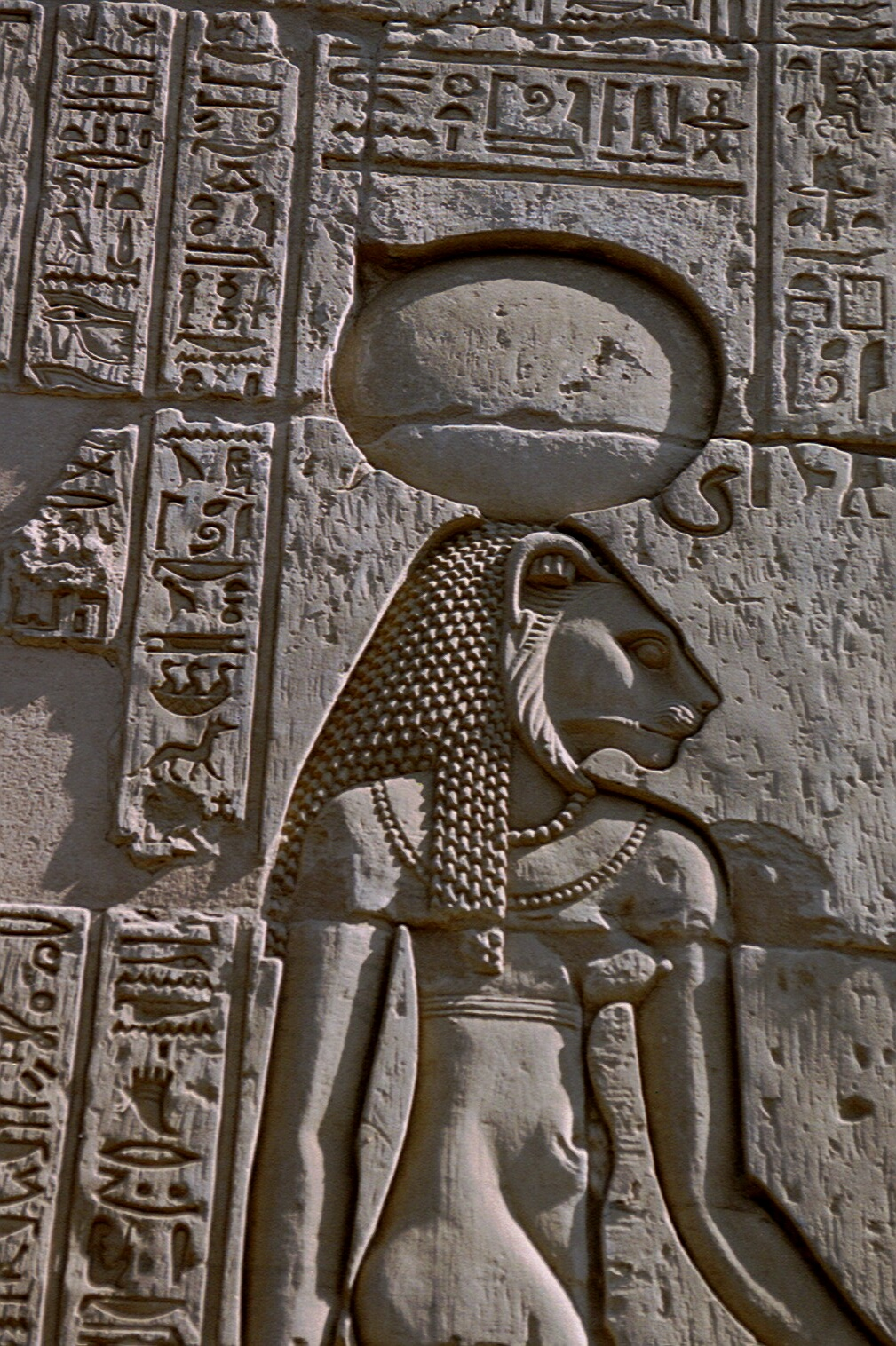
돌벽에 새긴 고대 문자와 그림

선사시대와 역사시대를 가르는 가장 중요한 발명은, 기록매체로서 문자의 발명이다. 인간은 이전까지 사용하던 그림문자·매듭문자 등을 더욱 구체화하고 보편성을 갖게 고쳐서 최초의 문자인 상형문자를 만들었다. 고대 이집트의 신성문자, 메소포타미아의 쐐기문자, 중국의 갑골문자 등은 모두 그림문자에서 진화된 상형문자이다. 초기에는 바빌로니아와 앗시리아의 쐐기문자이다. 이는 수록매체인 점토판에 알맞도록 그림문자를 쐐기형 문자로 간소화하였으리라 추측하고 있다.
기원전 3천년경 이집트인의 상형문자가 만들어졌으며, 초기에는 돌에 새겼으나 후기에는 파피루스에 기록하였다. 기원전 1천년경에 페니키아인은 쐐기문자와 이집트 상형문자 등을 간소화하여 오늘날 알파벳의 기원이 되는 문자를 만들어냈다. 이렇게 만들어진 문자는 중요한 정보를 모든 사람이 해독할 수 있는 규칙에 따라 기록함으로써 시간을 초월하여 전파가 가능하게 되었고, 이렇게 좀 더 많은 내용을 전달하기 바라는 인간의 욕구가 과학의 발전에 따라 체계화됨에 따라 수록매체가 바뀌었고, 그에 따라 필기매체도 바뀐다.
문자가 발명되고 기록의 전달성과 보존성에 따라 여러 수록매체와 필기매체가 생겨났다. 여전히 원시시대에 사용하던 바위나 동굴의 벽, 짐승의 뼈, 나무판, 가죽 등이 수록매체로 사용되었고, 초기 문자시대에 점토판과 파피루스, 양피지(羊皮紙) 등이 발명되었고, 오랜 세월이 흐르고 종이가 발명되었다.

#### 점토판
돌판이나 동굴 벽, 돌벽과 같은 수록매체에는 돌칼 등으로 기록하였다. 점토에는 그것이 아직 마르기 전에 기록하는데, 점토판에는 나무·뼈·쇠로 된 바늘로 문자·숫자 등을 새겼고, 봉니(封泥, clay seal)에는 문자·그림이 새겨진 원통을 굴려 표시하는 원압식(圓壓式) 압인법(押印法)을 사용하였다. 점토판에 기원전 26세기 고대 수메르인들은 쐐기문자를 갈대 줄기로 만든 바늘로 글을 썼는데, 초기에는 상형문자에 가까웠으나 후대로 가면서 추상화·문자기호화되었다. 수메르의 점토판은 일반적으로 직사각형인데, 대개 폭이 2∼3인치, 길이가 3∼4인치, 두께가 1인치 정도였다. 그러나 삼각형, 원형, 원추형의 것도 있었으며, 공문서나 법률 기록, 계약, 약속어음 같은 데에도 널리 사용되었다. 점토판은 부피가 크고 무거워서 사용하기가 불편하고, 하나의 책은 수십 내지 수백 개로 이뤄져 있기 때문에 보관과 열람이 매우 불편하였다. 그럼에도 보존성은 매우 특출하여 현존하는 것 중에는 고대 바빌로니아나 앗시리아 지방에서 발굴된 기원전 4천 년경의 점토판도 있어 당시의 문헌 연구에 커다란 도움을 주고 있다.

#### 파피루스
기원전 26세기 무렵에 파피루스(papyrus)라는 식물을 이용하여 만든 수록매체가 발명되었는데, 그 수록매체는 식물의 이름을 따서 파피루스라고 불렸다. 필기매체로는 갈대 줄기를 연필 모양으로 한 끝을 뾰족하게 잘라 만들고 물감을 머금을 수 있게 홈을 파서 썼다(갈대붓). 초기에는 폭이 9∼11인치, 길이가 5∼9인치인 파피루스 낱장에 쓰이다가, 나중에는 그것을 20개 정도 이어서 만든 두루말이가 표준 규격이 되었다. 이러한 파피루스는 나중에 종이를 뜻하는 영어 paper의 어원이 된다.
파피루스는 양피지나 종이가 사용되기 전까지 오랫동안 쓰이면서 인류 문화 발전에 크게 기여하였다. 사용하기 편리하고 기록면도 넓어서 널리 사용되었으나, 재료가 부스러지기 쉬운데다 습기에 매우 약하고 보존성은 좋지 못하였다.

#### 양피지
기원전 500년경부터 선사시대로부터 쓰이던 가죽을 개량한 수록매체인 양피지가 발명되었는데, 양뿐만 아니라 송아지나 염소 가죽으로 만들어졌다. 양피지는 이집트와 팔레스타인 지방은 물론 페르시아와 아시아 지역에서 쓰였으며, 3세기경 로마제국, 4세기 유럽에서 서사 재료를 양피지가 독점하게 되었다. 파피루스의 최대 결점인 약한 내구성을 해결한 양피지는 장기 보존을 가능하게 했지만 값이 비싸고 재료도 한정되었다. 필기매체로는 깃촉 펜이 사용되었다.
양피지를 이용하여 로마제국에서 발명한 코덱스(codex) 형태는 양피지를 네모나게 자른 다음 쪽 배열을 한 것인데, 이는 오늘날의 책과 같은 특징을 갖추게 되어 학문 연구에 큰 영향을 미쳤다. 코덱스(codex)는 책자본(冊子本)이란 의미로 쓰이는데, 그 어원은 나무토막을 뜻하는 라틴어 caudex이며, 수록매체의 형태로 볼 때 오늘날의 책은 모두 코덱스로 볼 수 있다.

#### 갑골
한편 뼈나 거북등갑 등에도 문자가 기록되었는데, 점차 죽간(竹簡)과 목독(木牘)으로 발전하였다. 뼈나 거북등갑은 5만년 전부터 그림 등을 새겨서 수록매체로 사용하였는데, 문자가 쓰이기 전부터 그림이나 기호를 새겨 점을 치는 데 사용하였기에 갑골복사(甲骨卜辭)라고도 불렸으며, 기원전 14세기 무렵에는 그림문자 또는 상형문자가 새겨지게 되었고, 아울러 죽간과 목독도 그 무렵부터 문자의 수록매체로 쓰였다. 이들의 문자 기록 시기가 비슷한 데에는 수록매체보다는 거기에 적힌 문자가 한자의 전신인 갑골문(甲骨文)이거나 한자의 전자체(篆字體)였던 점에 기인한다. 한자의 발생은 약 5,000년 전, 황제(黃帝)의 사관 창힐(蒼詰)이 새와 짐승들의 발자국을 보고 창안하였다는 설이 있으나 믿을 만한 근거는 희박하다. 현존하는 수록매체에 나타난 가장 오래된 한자는 갑골문자인데, 이것은 기원전 14세기 무렵에 처음 나타난다.

#### 죽간과 목독
죽간(竹簡)과 목독(木牘)은 중국에서 기원전 14세기경부터 3·4세기(주변국에서는 8세기)까지 쓰였다고 여겨집니다. 그 둘을 합쳐 ‘간독’(簡牘)이라 부르기도 했다. 간독은 종이가 발명된 이후에도 널리 쓰였을 만큼 가장 보편적인 필기매체로 사용되었으며, 한자를 종서하고 오른쪽에서 왼쪽으로 써나가는 방법이나, 심지어 종이가 발명된 이후의 서적의 단위, 용어 및 행격의 형식에 이르기까지 모두가 간독에서 유래하였다. 좁고 긴 1매의 죽판을 간(簡)이라 하였으며, 보통 1행으로 문자가 쓰여졌다. 글자수가 많으면 여러 매의 간에 써서 끈으로 연결하였는데, 이것을 책(冊) 혹은 책(策)이라고 하였다. 책(冊)은 비교적 짧고 구체적인 기록에 사용되었으며, 내용이 비교적 길고 몇 책을 포괄한 문장의 단위에는 편(篇)이라는 명칭이 사용되었다. 편은 실로 편철한 것을 사편(絲編), 가죽으로 편철한 것을 위편(韋編)이라 불렀다. 두루마리 형태일 때는 권(卷) 또는 권(券)이라고 불렀다. 책·편·권은 오늘날에도 쓰이는 용어이다.
전한 때부터는 백서(비단 문서)와 후한 때부터는 지서(종이 문서)와 함께 쓰이다가 후에 점차 지서로 대체되었다. 간독은 갑골이나 청동기보다 서사가 쉽고 가격이 저렴한 장점이 있기는 했으나, 무겁고 휴대와 대량의 보관이 불편하며 편(篇)으로 만들어진 죽간이 탈락하면 유실되기 쉽다는 등의 단점이 있었다.

#### 금문
간독과 비슷한 시기에 나타나는 명문(銘文)은 서주(西周) 및 춘추전국시대(기원전 11세기~기원전 3세기)에 쓰였는데, 금속에 새기거나 주물로 만들었기에 금문(金文)이라고도 하며, 쇠북(청동 종)이나 쇠솥(청동 솥)에 주로 보이기에 종정문(鐘鼎文)이라고도 불린다. 주로 청동으로 제작되었기에 청동명문이라고도 불립니다.

#### 견백과 백서
간독을 이어 나타난 수록매체인 견백(絹帛)은 기원전 4·5세기부터 5·6세기까지 사용되었으며, 그 문서 또는 책을 백서(帛書), 거기 그린 그림은 백화(帛畵)라고 불렀다. 비단이나 죽책은 두루마리처럼 말아서[捲] 보관하게 되는데 이를 권(卷)이라고 했다. 비단의 특성은 유연하고 가벼우며 내구성과 흡습성이 있었다. 또한 표면이 백색이기 때문에 글씨가 분명하고 가벼워서 휴대와 보관이 쉽고 부피가 적어서 죽이나 목보다 대량으로 수장할 수 있음과 동시에 서사가 용이하며 수시로 재단할 수 있고 폭이 넓어서 도화를 넣기가 쉬운 장점이 있다. 반면에 고가이며 생산이 적어서 대중에게 보급이 되지 못했고 귀족과 문인들의 사치용품이어서 간독에 완전히 대체되지 못한 단점이 있다. 이로 인해 전국시대 이후부터 육조까지 사용되기는 하였으나 후한에 이르러 종이가 개량된 후로는 점차 자취를 감추게 되었고 수·당 이후에는 예술적인 회화나 서예의 재료로 쓰였을 뿐 보편적인 서적의 서사재료로는 쓰이지 못하였다.

#### 종이
105년에 종이는 공식적으로 중국 후한 시대에 채륜이 처음으로 발명하였고, 점차 서쪽으로 전래되어 유럽에서는 12세기경에 비로소 만들어 사용했다. 하지만 제지술의 원천인 견사(비단)를 만드는 방직기술에서 제지기술로 발전되었기 때문에 그 이전에도 종이는 있었으리라 여겨진다. 또한 《후한서》에 “등황후(鄧皇后, 81~121년)가 영원 14년(102년) 즉위하자 만국에서 공물을 헌납하였는데, 세공지(歲供紙)와 먹(墨) 등이었다”라고 종이가 진상품이라고 나타나 있다. 채륜(蔡倫)이 수부(樹膚 : 나무껍질), 마두(麻頭), 폐포(布 : 못쓰는 천), 어망(魚網) 등을 물에 불려 찧어서 종이를 만들었다. 이는 오늘날 기계로 나무를 빻고 백토 등을 가하여 망(網)을 통해 펄프 형태로 처리하는 현대식 제지법과 기본적인 원리는 같다. 종이는 초기에 대량생산이 불가능했고 종이의 품질 또한 좋지 못하여 기록하는데 불편하였고 또 종이가 평민이 만들어낸 값싼 물품이었기 때문에 지식층이나 상류층 인사들은 지위의 손상을 염려하여 사용을 경시하였다. 이러한 사고는 삼국(三國)과 진대(晋代)를 거쳐 남북조(南北朝)에 이르면서 점차 없어지고 차츰 종이가 보편적으로 사용되어 갔다. 그것은 종이가 간독과 백서의 모든 단점을 보완했고 또 대량생산이 가능해지면서 저렴한 가격으로 쉽게 구할 수 있었기 때문이었다. 그 후 종이는 전문적인 서사(쓰고 베끼다) 및 인서(印書 : 책을 인쇄)의 재료로 사용되었고, 오늘날까지 그 위력이 과시되고 있다.
당나라와 사라센 제국이 중앙 아시아의 파미르 고원을 놓고 패권을 다툰 탈라스 전투에서 포로로 잡혀간 중국인 제지 기술자가 757년 사마르칸트에 처음으로 제지공장을 세웠다. 제지술은 12세기경 무어인에게 전파되어 당시 그들이 정복하고 있던 스페인에 전해짐으로써 유럽 지역에도 처음으로 제지공장이 생겨났으며, 프랑스와 이탈리아를 거쳐 독일이나 영국에까지 전해지게 되었다. 그러나 종이 보급이 본격화된 때는 인쇄술이 발명되고 발전된 뒤라고 할 수 있다.

### 필기매체와 물감
돌판, 동굴 벽 등에는 돌로 그림이나 기호를 새겼으며, 고대 수메르에서는 점토판에 갈대 줄기로 만든 바늘로 글자를 새겼다. 갑골에는 처음에 돌칼이나 돌바늘로 새겼으며 나중에는 금속 칼로 새겼다.

#### 펜과 잉크
파피루스용 갈대붓과 펜에 쓰인 물감(잉크)은 기본적으로 같은 방식으로 만들어졌는데, 최초의 물감(잉크)은 그을음을 기름이나 물에 개어 썼다. 점차 기름의 그을음인 유연(油煙)에 고무용액을 섞어서 만든 검은 물감과 붉은 진흙이 산화철로 만든 빨간 물감이 쓰였다. 나중에 그 물감에 목탄을 넣거나, 로마제국에서는 소나무 그을음인 송연(松煙)에 고무용액을 섞어 사용하였고, 식초를 섞어 보존 기간을 늘리는 방법을 사용하였다.
양피지에 쓰인 필기구인 펜(pen)의 어원은 깃털이라는 뜻하는 라틴어 penna에서 왔는데, 서기 500년 무렵에 새의 날갯깃으로 거기에 물감을 머금을 수 있도록 펜을 만든 데서 유래하였다.

#### 옻칠
선진시대에는 나뭇가지에 물감을 머금을 수 있게 만들어 죽간(竹簡)에 칠(漆)·주(朱)·단(丹)을 묻혀 글씨를 썼는데, 옻칠로 쓴 글자가 마치 올챙이와 비슷하다고 하여 과두문자(蝌蚪文字)로 불렸고, 이 글자체는 주로 은주시대로부터 선진시대까지 쓰였다. 한편 죽간에는 주로 옻칠을 하여 글을 남겼으므로 죽간칠서(竹簡漆書)라고 불렸다.

#### 먹
옻칠의 뒤를 이은 먹은 원래 천연재료인 ‘석인’ 또는 석묵(石墨)의 액에 옻칠을 사용하였으며, 그 후 문화가 발달됨에 따라 점차 그을음과 아교를 섞어 찧어 만들어 쓰게 되면서 제묵(製墨, 제먹)의 단계로 발전되었다. 중국 후한 때에 이르러 비로소 서예가이며 제묵자(製墨者)였던 위탄(韋誕·179~253)이 발명했다고 알려져 있으나, 《후한서》에 “등황후(鄧皇后, 81~121년)가 영원 14년(102년) 즉위하자 만국에서 공물을 헌납하였는데, 세공지(歲供紙)와 먹(墨) 등이었다”라고 나와서, 이전에도 먹이 존재했으리라 추측하고 있다.
처음에는 소나무 연기와 그을음을 기름에 개어 만든 송연묵(松煙墨, 숯먹,개먹)이 만들어졌다. 나중에는 송나라 때 장우(張遇)라는 사람이 기름의 그을음으로 만들어진 유연묵(油煙墨, 참먹,기름먹)이 만들어졌다. 필사용으로는 유연먹보다 송연먹이 좋았으며, 또한 송연먹은 먹색이 진하고 아교가 많이 섞인 것은 윤택이 나서 목판인쇄에 매우 적합하다. 유연먹의 기름은 응고력과 점착력이 있어 쇠붙이에 잘 착묵(着墨. 착먹)이 잘 될 수 있기 때문에 금속활자인쇄에 매우 적합하나, 목판인쇄를 할 때는 착먹이 묽고 희미한 것이 흠이다. 고서를 감정할 때 먹색을 보면 송연먹과 유연먹 중 어느 것을 사용하였는가는 곧 식별할 수 있다.

#### 붓
모필(毛筆)로 불리는 붓은 기원전 3세기 무렵에 몽념(蒙恬)이 발명했다고 전해오지만, 그 이전에도 존재했으리라 여겨진다. 왜냐하면 과두문자뿐만 아니라 모필로 쓴 글자체(자형)가 이전 시기의 유물에서 나타나고 있기 때문이다. 붓의 끝으로 먹을 묻혀 실질적으로 종이에 글씨를 적히게 하는 필수(筆穗)의 제작에 사용된 재료는 호료(毫料), 필호(筆毫), 호재(毫材) 등으로 표현되고 있어, 주로 털(毫)이 사용되었음을 알 수 있다.

### 인쇄기록매체
목판인쇄나 활자인쇄 등 인쇄 기술은 필기매체가 점차 사람이 직접 물감을 묻혀 붓으로 쓰는 방식에서 미리 각인한 매체(목판 또는 활자)에 물감을 묻혀 찍어내는 방식으로 바뀌어 감을 뜻한다. 이는 정보의 대량생산이 가능해진다는 뜻이기도 하다.
인쇄기록매체는 최초의 대중매체이다. 종이가 기록매체의 기본재료를 제공해 주었다면, 인쇄술은 하나의 기록을 여러 사람에게 같은 형태로 전달할 수 있게 하였으며, 도서 등의 기록물을 대량생산 및 대량전파할 수 있는 대량 기록물 보급시대를 가능하게 해주었다.

#### 인쇄술 발명 이전
목판인쇄나 활자인쇄 시기부터 현대 전자식 저장매체가 나오기 직전까지는 대체로 인쇄술의 발달이 기록매체와 물감(잉크)의 발전을 이끌었는데, 목판과 금속활자에 물감으로 글자와 그림을 종이에 옮겨 찍는 방법은 기록물을 널리 퍼뜨리는 전달성의 측면에서 지대한 공헌을 하게 된다. 사회의 발전에 따라 기록 또한 보다 대량으로 할 수 있는 방법과 오래도록 보존하는 방법이 요구되었다. 이러한 필요에 따라 인쇄술이 생겨나게 되었지만, 인쇄술도 문자처럼 오랜 과정을 거쳐 형성되었다. 인쇄의 기본원리는 근대 인쇄술이 발명되기 수천년 전부터 나타나고 있었는데, 압인법과 날염법, 탁인법 등이었다. 물론 진정한 의미의 인쇄술은 7세기경에 발생한 목판 인쇄술에서부터 시작되었다.
기원전 5천년경 고대 이집트와 메소포타미아에서 생겨난 압인법(押印法)은 원통(圓筒)이나 인형(印形) 같은 재료에 문자나 그림을 새기고 이를 점토판 위에 굴리거나 눌러서 그 새긴 자국을 만들어 내는 방식이다. 둥근 통에 글자나 기호를 새긴 다음 점토판 위에 올려놓고 압력을 가하면서 굴려 원압식(圓壓式)으로 찍기도 했고, 수정이나 옥돌 등에 새겨 평압식(平壓式)으로 찍어내기도 했다. 원압식의 대표적인 사례는 수메르의 봉니(封泥)이며, 평압식의 대표사례는 인장(印章)이다.
인도의 방직기술과 맞물려 생겨난 날염법(捺染法)은 나무나 금속 등의 판에 그림이나 무늬를 새겨 천에 물을 들이는 방식이다. 이 방법은 천에 눌러 물들이는 압인법의 일종이어서 완전한 인쇄 영역에는 도달하지 못했지만, 재래의 압인법보다는 훨씬 진보된 방식이며, 목판 인쇄술을 출현하게 하는데 큰 역할을 했다. 처음에는 천에 무늬를 찍는 방식이었으나, 나중에 천을 종이로 대체하여 그림이나 무늬뿐만 아니라 글자나 문장, 나아가 불경까지 찍어내는 방식으로 발전하였다.
탁인법(拓印法)은 비석 등에 조각된 문자나 그림을 복사하는 방법이다. 이는 처음부터 복사를 목적으로 한 것이 아니라 서사 재료로 석면(石面)을 이용한 데서부터 시작된 것이다. 최초의 탁인법 사례는 기원전 4천년경 고대 이집트에 돌에 새긴 문자나 그림을 복사할 때 쓰였다고 알려져 있으며, 탁인법으로 찍어낸 유명한 기록은 중국 후한(後漢)시대 때 《5경(五經)》을 석면에 조각하여 탁본으로 만들었다는 기록이 있다. 탁본은 글자를 새긴 석면에 종이를 놓고 물을 축여서 붙게 한 다음 부드러운 헝겊 등에 먹물을 묻혀 가볍게 두드려서 찍어내는 방식이다.

#### 필사의 시기
인쇄가 발명되기 이전 시기에는 동서양 모두 필사본의 시기가 있었다. 필사본은 인쇄 방법에 따르지 않고 직접 손으로 글씨를 써서 만든 서적을 의미한다. 사본(寫本), 수서본(手書本), 서사본(書寫本), 초사본(抄寫本) 등 여러 가지 용어가 있으며, 인쇄술이 발달하여 필사본 형태의 서적이 잘 만들어지지 않게 되자 원본을 베낀 책이나 서류 등을 이르는 말이 되었다. 필사본은 원래 고대 또는 옛날 문서, 즉, 서양에서는 파피루스 원본을 양피지·종이 문서로, 또는 양피지·종이 원본을 종이 문서로 베껴 옮겨 썼고, 동양에서는 대나무 등으로 간책(簡冊)한 원본이나 종이 원본을 종이 문서로 베껴 옮겨 썼다. 그 복사본으로 책을 만들면 비로서 필사본 제작이 끝나며, 목판인쇄술이 이루어진 뒤에도 필사본의 전통은 끊이지 않았다. 동서양 모두 종교 경전을 필사하는 경우가 많았다.
이 필사본의 시기에 서책이 오늘날의 형태를 지니게 되었고, 책의 간행 과정에서 필사·인쇄 작업, 장식문자·그림 작업, 삽화 작업, 교정 작업 등의 순서가 필사 시기에 정착되었다.

#### 목판 인쇄
필사매체로서 목판 인쇄는 동양에서는 당나라 때, 서양에서는 종이가 보급된 12~13세기 이후에 발명되었다. 목판 인쇄술은 몇 글자 또는 그림 한두 개를 새긴 인장 또는 목판화의 확장이라 볼 수도 있다. 목판에 글자를 새기는 ‘새김 기법’은  양각(陽刻), 음각(陰刻), 음평각(陰平刻), 양음각(陰陽刻), 양환각(陽環刻) 등은 전부 도장 및 목판화의 새김에도 쓰인다.
당나라에서 목판인쇄술이 발명되었다고 주장하는 학자에는 유빈(柳玭), 손육수(孫毓修), 섭몽득(葉夢得), 주이준(朱彛遵), 왕사정(王士禎), 섭득휘(葉得輝), 왕국유(王國維) 등이 있다.
《구당서》 문종 본기에 “태화(太和) 9(827)년 12월에 여러 도(道)와 부(府)에 칙령을 내려 일력(日曆)의 판을 사사로이 장치하지 못하도록 하였다”라는 기사가 있으며, 당의 유빈은 《유씨가훈》(柳氏家訓)에서 목판인쇄와 관련한 내용을 남겼다. 세계에서 가장 오래된 목판인쇄물은 문헌기록보다 앞선 751년 이전에 통일신라 시대에 인쇄되어 경주 불국사 석가탑에 봉안되어 있다가 출토된 소형 두루마리 다라니경인 《무구정광다라니경》의 목판본이다. 중국에서 발견된 현존하는 가장 오래된 《금강반야바라밀경》(金剛般若波羅密經)은 868년(함통(咸通) 9년)에 간행된 목판 권자본(두루마리)이다. 《금강반야바라밀경》의 크기는 《무구정광대다라니경》의 4배에 달하고 판식과 판면 등의 여러 가지 특징이 송대에 간행된 일반 경전과 비교해 볼 때, 별 차이가 없을 정도로 발전된 형태이다.
한편 목판 인쇄술이 발명되기 직전에는 금속판이나 석판에 글을 새기고 찍어내는 탁인법(拓印法)이 유행하기도 했다. 탁인법은 원래 대량인쇄를 하기 위한 방법이 아니었으나, 한국의 삼국시대에는 석판에 새긴 불경(예컨대, 《대방광불화엄경》(大方廣佛華嚴經)) 등을 대량으로 찍어낼 때 자주 쓰인 방법이다. 기술의 측면에서는 탁인법과 목판인쇄술에 큰 차이가 없으나, 비용의 측면에서 목판이 금속판이나 돌판보다 값싸고, 또한 새기는 비용도 더 저렴했기에 목판인쇄술이 널리 쓰였다.

#### 초기의 활자
최초로 실용화된 활자는 흙이나 진흙을 구워서 만든 활자인데, 도활자(陶活字) 또는 교니활자(膠泥活字)라 부른다. 북송의 정치가·군사가·과학자였던 심괄(沈括, 1031~1095)이 저술한 《몽계필담》(夢溪筆談) 권18의 ‘기술문’(技術門)에는 북송 경력 연간(慶曆年間, 1041~1048)에 필승(畢昇, 990~1051)이 교니활자 인쇄술을 발명하였다고 밝히고 있다.
목활자의 발명자도 필승인데, 도활자가 만들어지기 이전의 시험작에 목활자도 들어 있었다. 그러나 필승은 목활자 실용화에 성공하지 못하다가 원나라 때 왕정(王禎, 13세기 후반∼14세기전반)이 목활자 실용화에 성공한다. 그는 자신이 저술한 《현지》를 목활자로 찍었는데, 이는 중국 최초의 목활자본이다. 또한 왕정은 그가 저술한 농학 서적 《농서》를 목활자로 100부 이상 찍어내었다. 《농서》 권22의 부록에 있는 ‘조활자인서법’(造活字印書法)에서 사운(寫韻)·각자(刻字)·거자(鋸字)·수자(修字)·감자(嵌字) 등을 비롯하여 조륜(造輪)·취자(取字)·안자(安字)로부터 인쇄에 이르기까지의 모든 과정이 상세하고도 체계적으로 설명하였다. 조선시대에는 목활자인 녹권자(錄券字)가 만들어져 공문서의 인쇄에도 쓰였다. 녹권(녹권자)·공신도감(공신도감자)처럼 문서 내용은 동일하거나 비슷할 때 그것을 미리 활자로 만들어 조판하여 보관하다가 필요할 때 종이에 찍었다. 조선 말기인 1895년(고종 32년) 한자·한글 병용활자인 학부인서체자(學部印書體字)를 만들어 교과서를 찍었으며, 기독교 선교사들이 제작한 야소삼자경자(耶蘇三字經字)로는 기독교 성경을 보급했다.
동아시아에서 목활자가 오랫동안 쓰인 이유로는 상대적으로 금속보다 값이 쌌고, 금속보다 활자를 만들기 쉬웠으며, 한자와 한글은 활자로 만들어야할 글자 수가 많았기 때문이다. 한자와 한글 모두 자주 쓰이는 글자만 2천여 자였고, 그것을 스무 벌 이상 활자로 만들어야 했다. 금속활자는 제작에 드는 비용과 시간 등에서 목활자보다 비싸고 오래 걸렸기 때문에 목활자가 오랫동안 쓰이게 되었다. 반면 서양에서는 숫자·대문자·소문자·기호 등을 모두 합쳐도 100여 자에 불과하여 그것을 스무 벌 이상 갖추더라도 2천여 개였기 때문에 만들기 힘들고 많은 비용이 들어도 오래도록 보존과 재사용이 가능한 금속활자가 발명되자마자 빠르게 보급되었다.

#### 금속활자와 인쇄술
《직지심체요절》의 금속활자본이 세계최초의 금속활자 인쇄물로 인정받고 있다. 그러나 한국의 고려시대에 금속활자를 발명하게 된 배경과 시기에 대해서는 이를 정확하게 고증해 줄 만한 자료가 없어 단정지어 말하기는 어려우며, 다만 지금까지 전해 오는 관련 문헌과 주변 여건을 고려하여 추정할 뿐이다. 현존하는 금속활자로는 고려복자(高麗㠅字)가 있다.
한편 서양에서는 인쇄술이라면 주로 금속활자 인쇄술을 가리킨다. 목활자·목판 인쇄의 기간이 짧기도 하거니와, 쿠텐베르크가 발명한 인쇄기는 금속활자 인쇄술과 함께 필사본 시대를 마치고 간본(刊本) 시대로 전환되었음을 뜻하기 때문이다.
1445년경에 독일의 구텐베르크는 납으로 연활자(鉛活字) 주조에 성공하였으며, 활자로 조판을 한 후 포도압착기를 응용하여 만든 평압식(平壓式) 인쇄기로 성서를 인쇄해냈다. 이것은 인쇄기, 즉 인쇄용 기계를 이용한 최초의 볼록판 인쇄였다. 한자문화권에서 찍어낸 금속활자본은 전부 목판인쇄술의 방법대로, 금속활자로 조판하고 먹물을 먹인 뒤 종이를 덮어 사람이 손으로 찍어냈지만, 구텐베르크는 그가 최초로 발명한 인쇄기를 이용하여 성경을 찍어냈다.
금속활자 인쇄술의 등장으로 책을 만드는 일이 종전과는 비교할 수 없을 만큼 쉬워졌으며 대량 생산이 가능하여 보다 싼값으로 책을 구해 볼 수 있게 되었다. 따라서 일부 계층에만 국한되었던 교육과 지식의 보급이 일반인들에게까지 널리 이루어지게 되었으며, 이는 사회 전반에 걸쳐 변혁을 일으키는 원동력이 되었다. 정치적으로는 절대 왕권사회가 근대 시민사회로 바뀌는 원동력이 되었고, 종교적으로는 성서의 보급을 확대시켜 마침내 종교개혁까지 가능하게 했으며, 사회적으로는 권위주의가 무너지고 자유주의가 싹트게 되었다.
또한 금속활자 인쇄술은 어느 한순간에 이루어진 게 아니라, 여러 사회적 요인이 겹쳐져서 이루어졌다. 1336년에 독일 최초의 제지공장이 건설되었으며, 1410년 네덜란드 반 아이크 형제가 유성잉크를 발명했고, 1430년 조각동판이 최초로 제작되었으며, 1438년에 비로소 구텐베르크가 목제 인쇄기를 발명한다. 구텐베르는 연이어서 1447년에 납활자를, 1450년에는 가동식 인쇄기를 발명한다. 즉, 근대의 인쇄술에서 중요하게 여기는 기본 구성요소는 가동활자, 인쇄기, 물감(유성잉크), 종이인데, 구덴베르크가 살던 시기에 이 기본 구성요소가 모두 충족되었다.

## 같이 보기
- 저장 매체
- 필기구

### 내용주
1. ↑   종이의 현대적 정의인 “섬유와 물의 혼합액을 망으로 걸러서 건조한 판상의 섬유질”[8]에 비추어 보아도 이 설명은 부합한다.
2. ↑   칠(漆)·주(朱)·단(丹)에서, 칠은 옻칠을 말하며, 주와 단은 주단(朱丹)이라고도 부르는 곱고 붉은 안료이다.
3. ↑   “중화(中和) 3년(883년) 계묘 여름은 천자의 어가가 촉(蜀)에 있은 지 3년이 되던 때였다. 나는 중서사인(中書舍人)이 되어 10일간의 휴가를 얻게되자 중성(重城)의 동남에서 서적을 열람하였던 바, 그들 서적은 대체로 음양·잡기·점몽·상택·구궁오위 등이었다. 또한 자서·소학 등도 있었던 바, 대체로 조판(雕版)하여 종이로 인출한 것이었으나 침염(浸染)은 한결같이 좋지 못하였다.”[17]

### 참조주
1. 1 2  윤대현 (1998), 143쪽.
2. ↑  윤대현 (1998), 143~144쪽.
3. ↑  윤대현 (1998), 144쪽: “문자가 발명되기 이전의 최초의 기록매체는 언어를 발명하고 사용한 “인간”이다.”
4. 1 2 3 4  문자의 발생.
5. 1 2  윤대현 (1998), 144~145쪽.
6. 1 2 3  문자.
7. 1 2 3 4 5  서양의 서사재료.
8. 1 2 3 4  윤대현 (1998), 145쪽.
9. ↑  서적의 기원.
10. ↑  동양의 서사재료.
11. ↑  종이의 기원.
12. ↑  먹.
13. ↑  모필.
14. ↑  윤대현 (1998), 146쪽.
15. ↑  인쇄술 이전의 기록방식.
16. ↑  필사본.
17. 1 2  목판인쇄술의 기원.
18. ↑  목판인쇄술의 발전.
19. ↑  교니활자인쇄술.
20. ↑  목활자 기원.
21. ↑  인쇄술 발명의 의의.

## 참고자료
- 윤대현 (1998년). “기록매체의 동향과 전망” (PDF). 《기록보존》제11호 (대전광역시: 행정자치부 정부기록보존소) : 143~150쪽.
- “인쇄문화 > 인쇄문화의 역사 > 문자의 발생”, 대한인쇄문화협회.
- “인쇄문화 > 인쇄문화의 역사 > 서양의 서사재료”, 대한인쇄문화협회.
- “인쇄문화 > 인쇄문화의 역사 > 동양의 서사재료”, 대한인쇄문화협회.
- “인쇄문화 > 인쇄문화의 역사 > 인쇄술 이전의 기록방식”, 대한인쇄문화협회.
- “인쇄문화 > 인쇄문화의 역사 > 인쇄술 발명의 의의”, 대한인쇄문화협회.

- “목간(木簡) - 한국고고학사전(2001) - 고고학사전”, 국립문화재연구소 문화유산연구지식포털.
- “목간(木簡) - 한국고고학 전문사전(고분유물편) - 고고학사전”, 국립문화재연구소 문화유산연구지식포털.
- “청주고인쇄박물관 - 문자”, 청주고인쇄박물관.
- “청주고인쇄박물관 - 종이의 기원과 발달”, 청주고인쇄박물관.
- “청주고인쇄박물관 - 서적의 기원”, 청주고인쇄박물관.
- “청주고인쇄박물관 - 모필”, 청주고인쇄박물관.
- “청주고인쇄박물관 - 먹”, 청주고인쇄박물관.
- “청주고인쇄박물관 - 필사본의 발전”, 청주고인쇄박물관.
- “청주고인쇄박물관 - 목판인쇄술의 기원”, 청주고인쇄박물관.
- “청주고인쇄박물관 - 목판인쇄술의 발전”, 청주고인쇄박물관.
- “청주고인쇄박물관 - 교니활자인쇄술”, 청주고인쇄박물관.
- “청주고인쇄박물관 - 목활자 기원”, 청주고인쇄박물관.